# Äli Rähimzadä
Äli Ceyhun oğlu Rähimzadä (azerbajdzjanska: Əli Ceyhun oğlu Rəhimzadə), född 23 november 1997, är en azerisk brottare som tävlar i fristil.

## Karriär
Vid EM 2025 i Bratislava tog Rähimzadä brons i 65 kg-klassen efter att ha besegrat ukrainske Andrii Svyryd i bronsmatchen.